# Каменский, Александр Борисович
Алекса́ндр Бори́сович Каме́нский (род. 26 апреля 1954, Москва, СССР) — советский и российский историк. Доктор исторических наук, профессор. Руководитель (в 2015—2023 гг.), научный руководитель (с 2023 г.) школы исторических наук факультета гуманитарных наук Высшей школы экономики.

## Биография
В 1980 году окончил Московский областной педагогический институт (МОПИ) им. Н. К. Крупской по специальности «История и обществознание» с квалификацией «Учитель истории».
Работал в Центральном государственном архиве древних актов в архивохранилище фондов местных учреждений (1978—1985). В 2006 на основе документов по истории города Бежецка им была написана книга «Повседневность русских городских обывателей».
В 1984 году в МГИАИ защитил диссертацию на соискание учёной степени кандидата исторических наук по теме «Правящий класс-сословие и государственный аппарат русского централизованного государства в трудах историков и архивистов второй половины XVIII века: (Источниковедческое исследование)» (специальность 07.00.09 — Историография, источниковедение. и методы исторического исследования).
С 1988 года преподавал в Российском государственном гуманитарном университете (Московском государственном историко-архивном институте). Был доцентом кафедры источниковедения и вспомогательных исторических дисциплин. В 1996—2010 заведовал кафедрой отечественной истории древнего мира и средних веков факультета архивного дела Историко-архивного института РГГУ.
Читает спецкурс «Россия в XVIII — начале XIX в. (дискуссионные проблемы истории)», спецкурс для аспирантов «Актуальные проблемы изучения истории России в Средневековье и раннее Новое время».
В 1998 году в РГГУ защитил диссертацию на соискание учёной степени доктора исторических наук по теме «Реформы в России XVIII века: опыт целостного анализа» (специальность 07.00.02 — Отечественная история).
В 2000 году получил учёное звание профессора.
Член Ученого совета РГГУ, Российского общества по изучению XVIII века, Научного совета РГАДА, Международной группы по изучению России XVIII века (Study Group on Eighteenth Century Russia). Был научным консультантом телефильма Леонида Парфёнова «Российская империя».
В 2010—2015 декан исторического факультета Национального исследовательского университета Высшей школы экономики, заведующий кафедрой политической истории.
С 2015 — руководитель Школы исторических наук Факультета гуманитарных наук НИУ ВШЭ.
Область научных интересов — история России конца XVII — первой четверти XIX в.; источниковедение; специальные исторические дисциплины (генеалогия, биографика), городская жизнь в России в XVIII веке, методы исторического познания.
В феврале 2022 года подписал открытое письмо российских учёных и научных журналистов с осуждением вторжения России на Украину и призывом вывести российские войска с украинской территории.

## Научные труды

### Монографии
на русском языке
- Каменский А. Б. Под сенью Екатерины…: Вторая половина XVIII в.. — СПб.: Лениздат, 1992.
- Каменский А. Б. Жизнь и судьба императрицы Екатерины Великой. — М.: Знание, 1997. — 288 с. — 20 000 экз. — ISBN 5-07-002765-4.
- Каменский А. Б. От Петра I до Павла I: реформы в России XVIII в. Опыт целостного анализа. — М., 1999.
  - 2-е изд.: М.: РГГУ, 2001. — 576 с.
  - 3-е изд.: СПб.: Наука, 2019. — 670 с. — (Библиотека всемирной истории). — ISBN 978-5-02-037130-9;
- Каменский А. Б. Российская империя в XVIII в.: традиции и модернизация. — М.: Новое литературное обозрение, 1999. — (Historia rossica).
- Каменский А. Б. Повседневность русских городских обывателей. Исторические анекдоты из провинциальной жизни XVIII в.. — М., 2006.
- Каменский А. Б. Россия в XVIII столетии. Общество и память: Исследования по социальной истории и исторической памяти. — СПб.: Алетейя, 2017. — 348 с. — (Историческая книга). — ISBN 978-5-906910-57-8.

на других языках
- The Russian Empire in the Eighteenth Century: Searching for a Place in the World. Armonk, New York, London: M.E. Sharpe, 1997.

### Учебные пособия
- Архивное дело в России XVIII в.: историко-культурный аспект (Постановка проблемы, историография, источники). Учебное пособие. М., 1991.
- Россия в XVIII — первой половине XIX вв.: История. Историк. Документ. Экспериментальное учебное пособие М., 1994. 2-е изд., стереотипное. М., 1996 (в соавт. с Е. В. Анисимовым).

### Статьи
- Екатерина II: жизнь и судьба // Русский исторический журнал, 1998. Т. 1. N 1.
- Крещенная собственность в законодательстве XVIII в. // Представления о собственности в Российском обществе XV—XVIII вв.: Проблемы собственности в общественном сознании и правовой мысли феодальной эпохи. М., 1998.
- Екатерина II : [арх. 25 декабря 2022] / Каменский А. Б. // Динамика атмосферы — Железнодорожный узел. — М. : Большая российская энциклопедия, 2007. — С. 630—633. — (Большая российская энциклопедия : [в 35 т.] / гл. ред. Ю. С. Осипов ; 2004—2017, т. 9). — ISBN 978-5-85270-339-2.
- Манифест о вольности дворянства 1762 : [арх. 23 декабря 2022] / Каменский А. Б., Курукин И. В. // Маниковский — Меотида [Электронный ресурс]. — 2010. — С. 14. — (Большая российская энциклопедия : [в 35 т.] / гл. ред. Ю. С. Осипов ; 2004—2017, т. 19). — ISBN 978-5-85270-353-8.

### Составление
- Миллер Г. Ф. Сочинения по истории России: Избранное. М., 1996 (в сер. «Памятники исторической мысли»).